# Брюслер, Сара
Сара Брюслер (нем. Sarah Brüßler; род. 1994, Кассель, Гессен) — немецкая гребчиха на байдарках, серебряный призёр летних олимпийских игр 2024 года, призёр чемпионатов мира и Европы. Участница летних Олимпийских игр 2020 и 2024 годов.

## Биография
Сара Брюслер родилась 8 апреля 1994 года в Касселе.

## Карьера
На чемпионате Европы 2018 года в Белграде в байдарках-двойках немецкая спортсменка завоевала серебряную медаль. Через несколько месяцев на чемпионате мира по гребле на байдарках и каноэ 2018 года в Португалии Сара завоевала бронзовую медаль на дистанции 1000 метров в байдарках-двойках. Её партнершей была Мелани Гебхардт.
В 2019 году в Венгрии на чемпионате мира Сара вновь поднялась на пьедестал в заездах на байдарках-двойках, став серебряным призёром.
На летних Олимпийских играх в Токио в 2021 году, немецкая байдарочница приняла участие в заездах на байдарках-двойках, став одиннадцатой.
На летних Олимпийских играх 2024 года в Париже немецкая спортсменка завоевала серебряную олимпийскую медаль в байдарках-четвёрках на дистанции 500 метров.